# All I've Got to Do
All I've Got to Do is een nummer van The Beatles, verschenen op het album With the Beatles in het Verenigd Koninkrijk en op Meet The Beatles! in de Verenigde Staten. Het is geschreven door John Lennon en is zoals gebruikelijk toegeschreven aan Lennon-McCartney.

## Beschrijving en achtergrond
Een van de grote invloeden voor The Beatles was Amerikaanse soulzanger en muziekproducer Smokey Robinson. Lennon gaf toe dat het openingsakkoord en algemene stijl van het nummer geïnspireerd was door Smokey Robinson's You Can Depend On Me. In de Verenigde Staten werd het nummer uitgebracht op Meet The Beatles!, en het nummer was wellicht ook gecomponeerd met de Amerikaanse markt in het achterhoofd: Lennon zingt over een gesprek met een meisje over de telefoon, maar het bezitten van een telefoon was veel gebruikelijker in de Verenigde Staten dan in het Verenigd Koninkrijk.
Volgens musicoloog Alan W. Pollack heeft het nummer een exotisch karakter, onder andere door de pentatonische melodie en het gesyncopeerde ritme. Het neuriën op het einde van het nummer is meer dan een "handigheidje", aldus Pollack, maar is een mooi eindpunt voor de onderliggende zelfgenoegzaamheid in de subtekst van de liedtekst: sommige dingen in het leven, zoals de comfortabele balans in een relatie, weerstaat iedere uitdrukking in woorden.

## Opname
All I've Got to Do werd opgenomen op 11 september 1963 in vijftien takes. Het nummer werd niet zo vaak gerepeteerd voor het werd opgenomen, waardoor hier en daar fouten tijdens de takes werden gespeeld. Aan de linkerkant van de stereoversie valt het piepende geluid van Ringo Starrs basdrumpedaal te horen, tevens een gevolg van de 'gehaaste' werkwijze kenmerkend voor de vroege Beatles-albums.

## Muzikanten
Bezetting volgens Ian MacDonald
- John Lennon - zang, ritmegitaar
- Paul McCartney – achtergrondzang, basgitaar
- George Harrison – achtergrondzang, leadgitaar
- Ringo Starr – drums